# Irakaravalli, Belur
Irakaravalli là một làng thuộc tehsil Belur, huyện Hassan, bang Karnataka, Ấn Độ.